# Історико-художній музей (Серпухов)
Історико-художній музей (Серпухов)( рос. Серпуховский историко-художественный музей) - один з найкращих музейних закладів Московської області Російської Ферерації.

## Парадокс перший
Обставини склалися так, що серпуховська купчиха Анна Василівна Мараєва стала володаркою значної мистецької колекції, не будучі підготовленою до неї ні вихованям, ні звичками, не будучі прихильницею просвітництва чи мистецтва Західної Європи взагалі. Вона - сільська дівчина, з якою узяв шлюб купець Мефодій Мараєв( 1830—1882 ). По смерті чоловіка Анна стала володаркою майна, де були паперові та текстильні мануфактури, виявив в їх управлінні та захисті майна від судових позивів могутню власність і твердість характеру. 
Сварка з іншим претендентом на майно тривала 10 років судових засідань, переможицею в яких і стала Мараєва. За припущеннями, перемогу допоміг ортимати дворянин Ю. В. Мерлін, впливовий чин в провінції. Мерлін витратив 25 років на колекціонування творів мистецтва, що почали надходити на антикварний ринок у пореформенній Російській імперії. Зубожіння колишніх дворянських родин з 1861 року спонукало продавати родинні дворянські бібліотеки, родинні портрети та мистецькі збірки, а згодом - і землі і самі садиби. В скрутну годину дворянин Ю. В. Мерлін і запропонував багатій Анні Василівні придбати його колекцію. З її боку це було чергове вигідне розміщення вільних капіталів в незвичні речі іншої соціальної групи.

## Парадокс другий

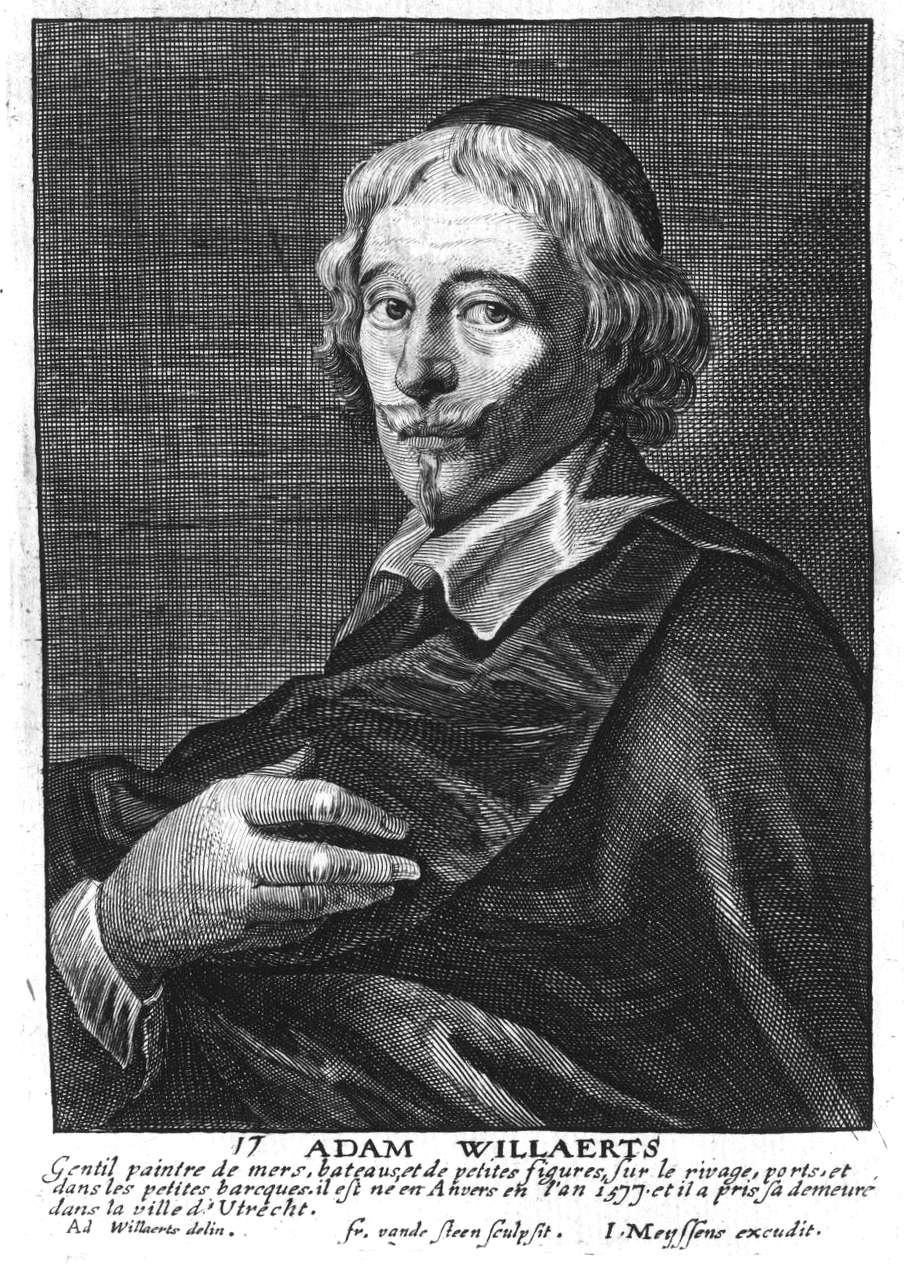
Адам Віллартс, гравюра

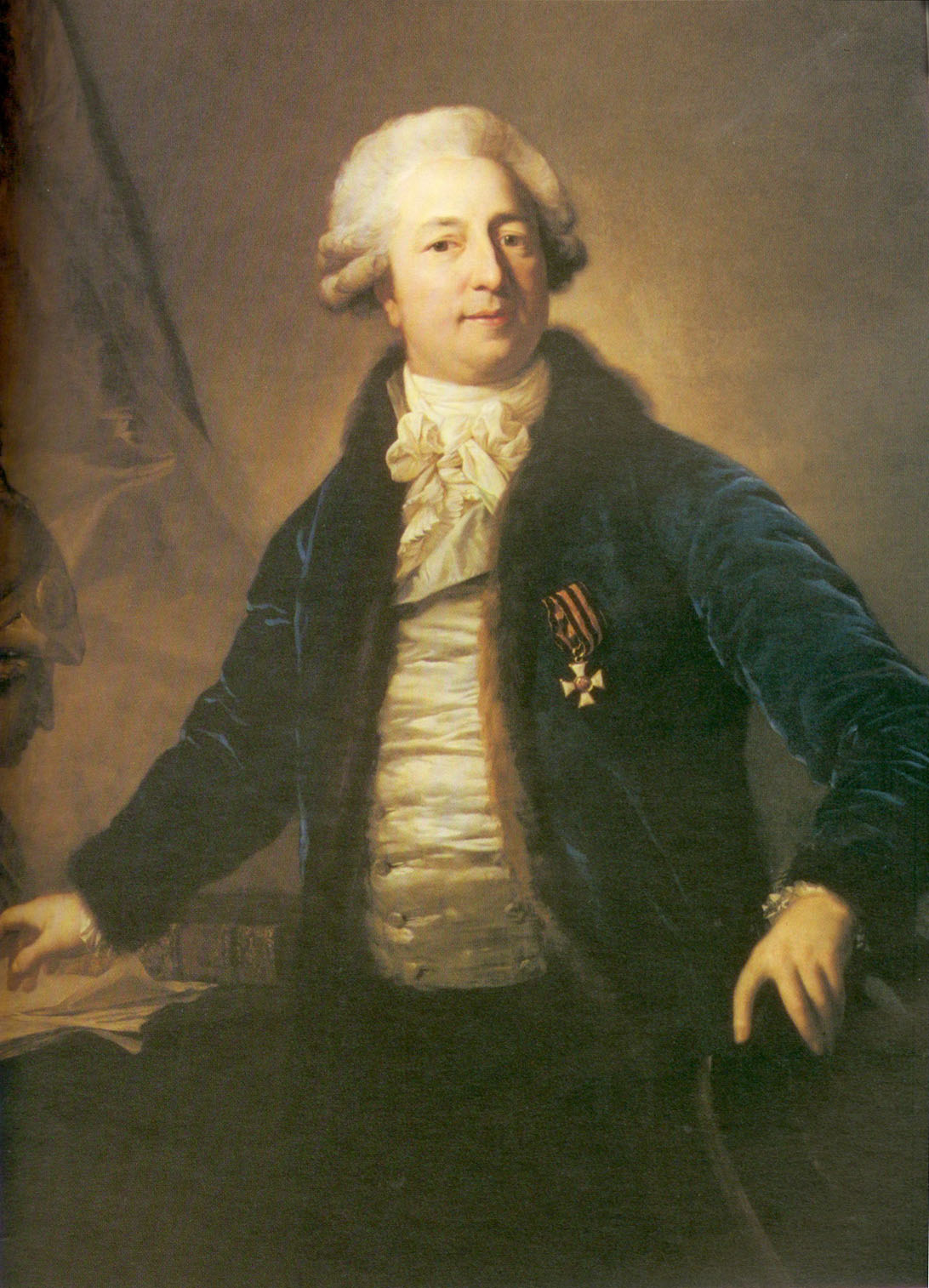
Антон Ґраф. «Сенатор А.І. Дівов»

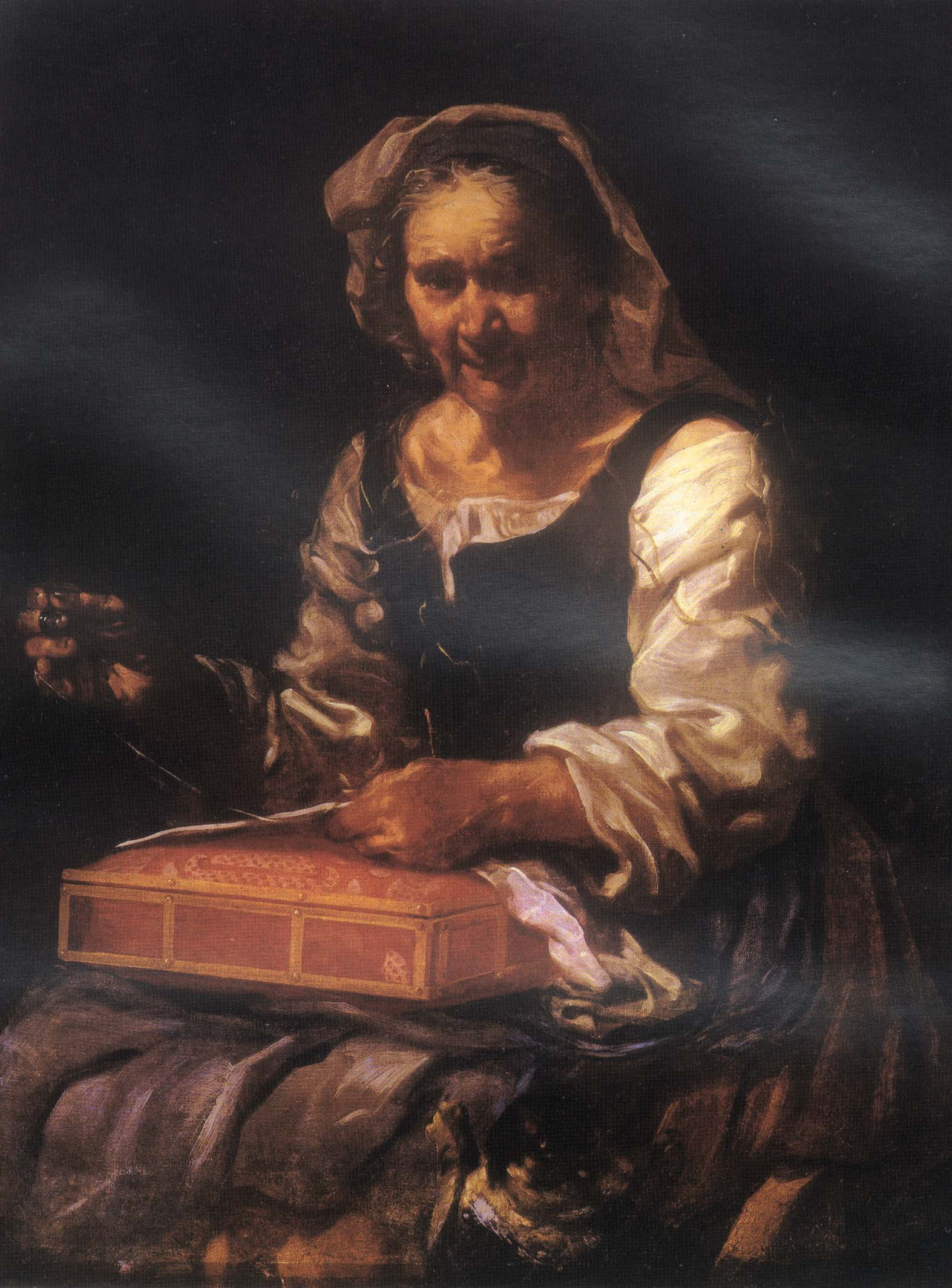
Ебергард Кейль. Старенька за шитвом.

Серед джерел, що використовував  колекціонер Ю. В. Мерлін для поповнення власних збірок, був переважно  столичний антикварний ринок, куди звозили та де продавали розкішні палацові та садибні колекції. Мерлін виявив масштабність зацікавленості, бо  впродовж чверті століття купував  старовинний і сучасний йому живопис, зброю, гравюри, пам'ятки декоративно-ужиткового мистецтва.  Коли Ю. В. Мерлін збанкрутів і, бажаючи виправити матеріальний стан, то й продав залишки колекції ( триста сімдесят сім ( 377 ) картин та  гравюр західно-європейських майстрів 16 — 19 століть  и російських митців 18 — початку 19  ст. ) Анні Василівні Мараєвій. Пізніше, за часів більшовицької влади, ця обставина стала вирішальною при створені у місті  Серпухові історико-художнього музею.
Нова варварська влада націоналізувала палаци й садиби і навіть організувала в деяких з них музеї. Але націоналізація мало сприяла збереженню садиб і творів мистецтва в них. Розуміючи це, розпочалася кампанія масового вивезення цінностей з садиб в столиці — масово вивозили панські бібліотеки, картини, меблі. Лише частка стане надбанням художніх музеїв чи державних бібліотек. Новий уряд ухвалив масовий продаж творів мистецтва і книг заради швидкого і необтяжливого для уряду грошового джерела для відновлення промисловості, зруйнованої громадянською війною. Сталася дивацька ситуація наявності високої, але чужої культури панівного класу, яка не була потрібна в країні ні варварському уряду, ні люмпенському і агресивному населенню. До того ж, культурно-просвітницький вплив більшовиків був не великим через неписьменність більшості населення, яке і раніше не було ні носієм панської культури, ні її охоронцем чи продовжувачем.
Націоналізація відбулася і в Серпухові, де державними зробили маєток  і мистецькі колекції Мараєвої. Розпочався і вивіз мистецьких збірок з навколишніх дворянських садиб, володарі яких масово емігрували за кордон, рятуючи власне життя від більшовицького терора. Серед розорених і пограбованих покинутих садиб була й садиба князів Вяземських Остафьєво, коштовну мистецьку збірку якої поділили між Москвою та Серпуховим. Завдяки знищеним культурним осередкам в селах за часів СРСР і виник унікальний музейний комплекс в місті Серпухов. Ціною створення цього закладу було практичне знищення декількох садибних ансамблів родин Соллогуба, Вяземських, Нащокіна, братів Орлових та ін. З садиб видирали меблі, бронзу, килими, музичні інструменти, збірки порцеляни, мармурову скульптуру 18 - 19 століть, антикварні видання, кидаючи напризволяще унікальні пам'ятки архітектури, пейзажні парки з індивідуальним розплануванням, облаштовані парковими павільйонами, фонтанами, службовими флігелями. Спустошеними виявилися значні культурно - історичні і господарські комплекси з 200 - річною історією.

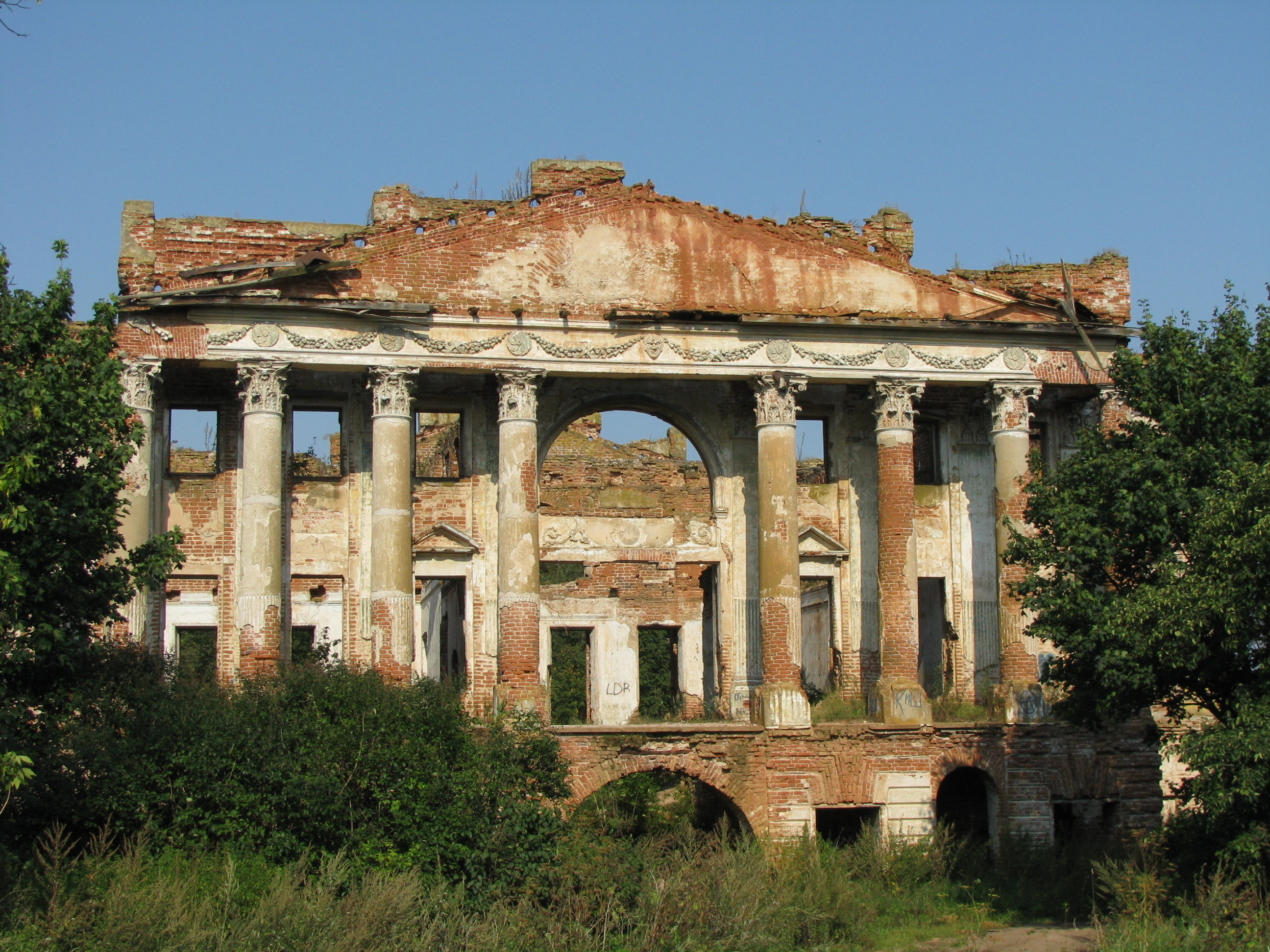
Садиба Пущіно-на-Нарі, Московська обл , Росія, 2008 рік.
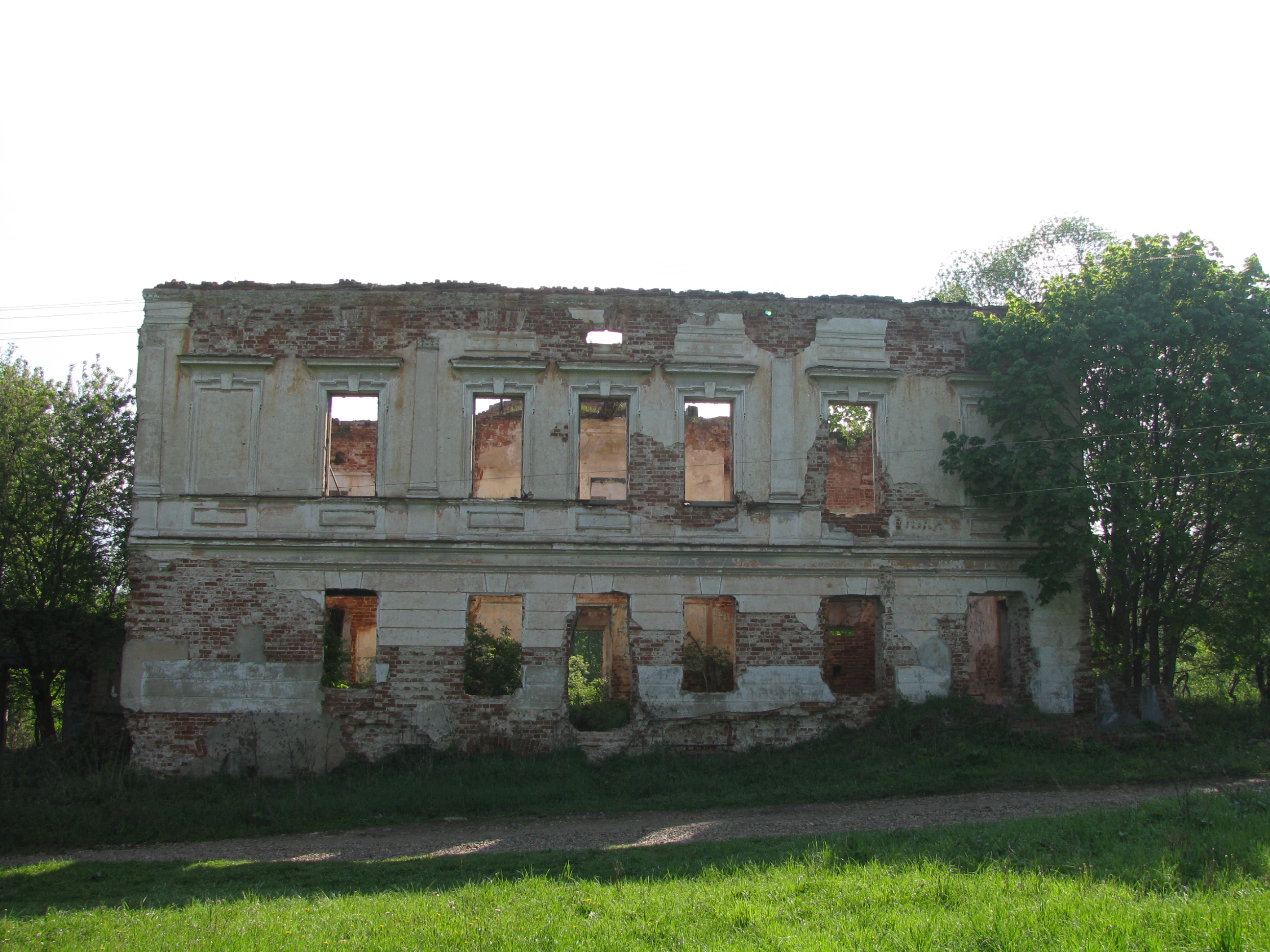
Подмоклово, садиба Долгорукових, руїни флігеля, Московська обл, Росія, 2008 рік, всі - Серпуховський р-н.
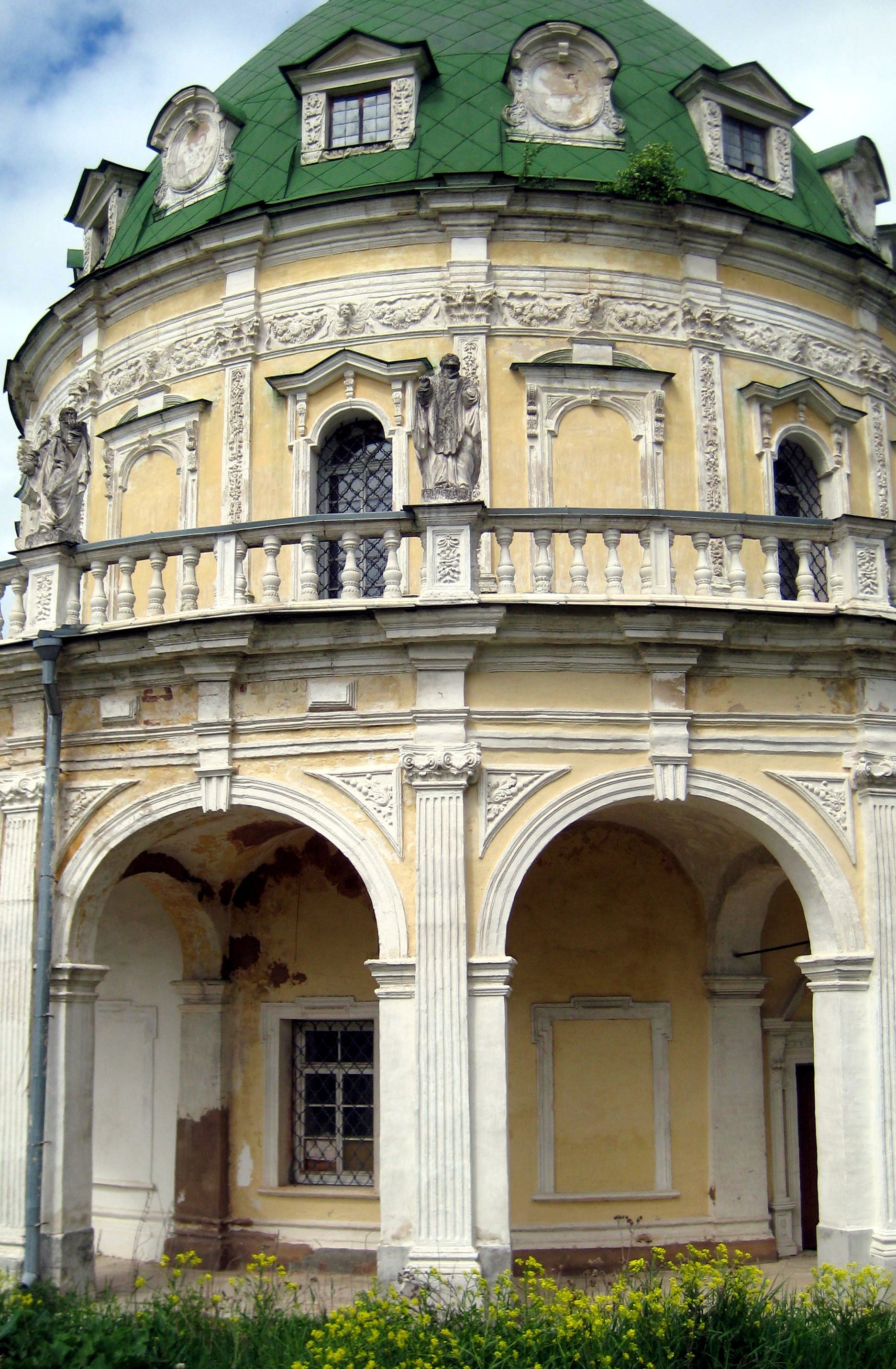
Церква- ротонда в садибі Подмоклово початку 18 ст.

## Фонди
Музей в Серпухові не є чистою картинною галереєю, він - історико-художній. В його збірці чималу долю складають історичні та археологічні матеріали щодо Серпухова та краю. На початок 21 століття музейна збірка налічує 38.000 одиниць збереження. Як і всі провінційні музеї, заклад має замалі виставкові приміщення, де експоновано лише 1.500 речей.
Мистецьку збірку музею умовно можна поділити на дві  частини -
- Російське мистецтво 16 - 20 ст.
- Західноєвропейське мистецтво декількох країн 16-19 ст.

## Західноєвропейське мистецтво

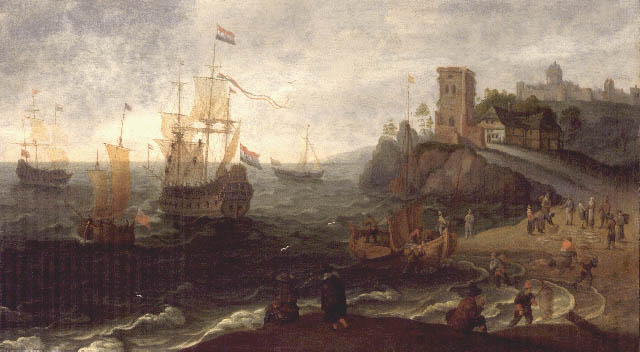
Адам Віллартс. «Продаж риби на морському узбережжі», 1613 р.

Західноєвропейська збірка музею викликає зацікавленість як столичних фахівців, так і іноземних туристів. Особливо значною є мистецька збірка живопису голландських майстрів 17 століття, репрезентована портретним жанром (Годарт Кампер, «Шляхетна дама»), побутовою картиною (Ізак де Лудервілле «Кабінет науковця»), пейзажами (Ізак Віллартс «Рибний ринок в порту», Гюйман Дюбуа  «Пейзаж з подорожніми»), релігійними картинами ( Ян Янссенс «Святий Єронім»), натюрмортом (Ян Букхорст «Марнота марнот», Давід Давідс де Хем молодший «Десерт», Балтазар ван дер Аст «Квіти, фрукти і мавпа»). 
Унікальність збірки майстрів італійського бароко обумовили не стільки картини митців Італії ( їх небагато ), скільки скульптури венеціанського майстра Антоніо Тарсія ( 1663-1739 ), аналоги яким в Російській Федерації має хіба що музей Ермітаж та Літній сад  (Санкт-Петербург). Мармурові «Марс» та «Діана» справляють захоплююче враження навіть зараз, відірвані від природного для них оточення фонтанів, партерів  і стрижених рослин саду бароко. Серед творів інших країн - картини художників Франції, Німеччини, Фландрії, картини митців польського походження. Історико-художній музей міста Серпухов увійшов у десятку найкращих провінційних музеїв Росії. В переліку західноєвропейських художників музейної збірки - 
- Джованні Антоніо Пеллергіні ( 1675-1741)
- П'єр Франческо Мола  ( 1612-1666 )
- Мікелє Дезублео ( 1602-1676 )
- Джачінто Бранді ( 1623-1691 )
- Марко Річчі ( 1676-1729 )
- Кавальєре Темпеста ( )
- Антоніо Карнео ( 1637-1692 )
- Гаспаро Діциані ( 1689-1767 )
- Гюйман Дюбуа  ( 1610/1620 - 1680 )
- Шарль Лебрен( 1619-1690 )
- Ізак Віллартс (17 століття)
- Ебергард Кейль  ( 1624-1687)
- Ян Янссенс (1590-після 1650)
- Мартин Пепін ( 1575-1643)
- Балтазар ван дер Аст ( 1593-1657 )
- Ізак де Лудервілле( 1612 - 1645)
- Ян Вікторс ( 1620-1676)
- Годарт Кампер( )
- Ян Букхорст ( 1605-1668 )
- Ян Давідс де Хем молодший ( 1606-1684)
- Адам Віллартс ( 1577-1664 )
- Лівіо Мехус ( 1630-1691 )
- Пітер ван Блумен ( 1657-1720 )
- Ян Йозеф Хореманс старший ( 1682-1759 )
- Пітер Франсхойс (Пітер Франшуа 1606-1654 ),Фландрія
- Філіп Петер Роос ( 1655-1705)
- Ґраф Антон ( 1736-1813 ), Німеччина

## Розділ російського мистецтва

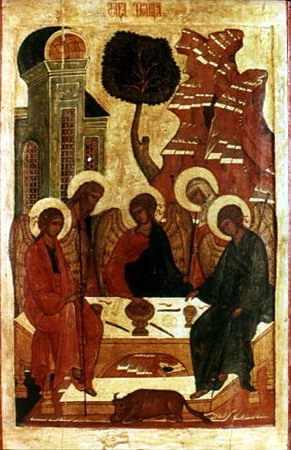
Св. Трійця, Московія 16 ст.

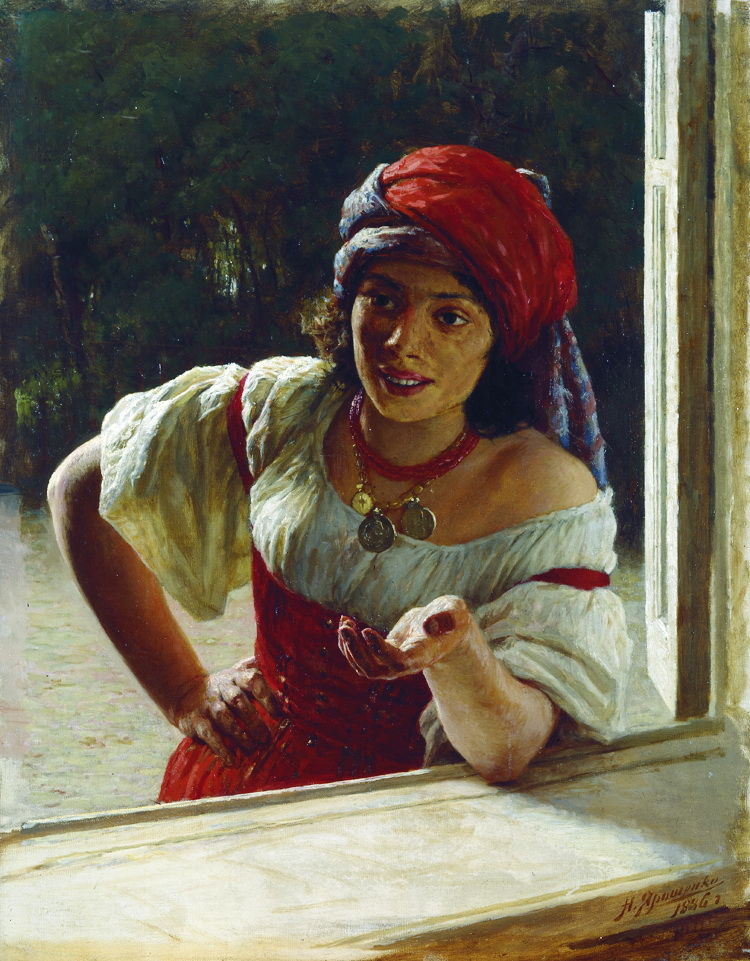
Ярошенко Микола Олександрович. «Циганка», 1886 р.

Це досить повний розділ музейної збірки, де є -
- російські ікони 16-19 ст.
- антикварні видання
- Рокотов Федір Степанович
- скульптури Коньонкова Сергія Тимофійовича
- Айвазовський Іван Костянтинович
- Шишкін Іван Іванович
- Полєнов Василь Дмитрович
- Саврасов Олексій Кіндратович
- Верещагін Василь Васильович
- Генрик Семирадський
- Васнецов Віктор Михайлович
- Ярошенко Микола Олександрович
- Леон Бакст
- Коровін Костянтин Олексійович
- Реріх Микола Костянтинович
- Машков Ілля Іванович  та інші.